# Plutarchus
Plutarchus (Tiếng Hy Lạp cổ đại: Πλούταρχος, Ploutarchos), còn được viết theo tên tiếng Anh, tiếng Đức là Plutarch, và tiếng Pháp là Plutarque, tên đầy đủ là Lucius Mestrius Plutarchus (Μέστριος Πλούταρχος) lấy khi nhận được quyền công dân La Mã, (46 - 120) là một nhà tiểu luận và nhà tiểu sử học La Mã cổ đại, ông là người gốc Hy Lạp. Là một học giả lớn trong lịch sử, ông đã để lại một gia tài văn học đồ sộ cho nhân loại. Ông rất thông thái, am hiểu sâu sắc về tôn giáo, thuật hùng biện và cả triết học. Không những thế, có người còn xem ông là một nhà sử học quân sự, ông đã giúp cho nhân loại có được am hiểu về nền quân sử Hy Lạp - La Mã xưa kia thông qua bộ "Tiểu sử sóng đôi" trứ danh. Ông viết nên nhiều tác phẩm, và trong số đó, ông có công kích bộ sử "Historiai" của Herodotos, và viết nên tiểu sử của không ít danh nhân Hy - La cổ đại, so sánh những vị anh hùng này nhằm dạy cho người đọc đạo đức và chủ nghĩa anh hùng. Đơn cử như ông so sánh vua Pyrros xứ Ipiros với quan Tổng tài Caius Marius của La Mã. Những tiểu sử hào hùng này được ông tập hợp lại trong bộ "Tiểu sử sóng đôi", và đưa tên tuổi của ông trở nên lừng danh., vai trò làm nhà đạo đức học của ông còn lớn hơn cả nhà sử học, do trong cuốn tiểu sử Alexandros Đại Đế, ông viết rằng ông quan tâm đến nhân cách hơn là lịch sử.
Thiếu thời, Plutarchus được học tại thành phố Athena, về triết học và toán học. Dần dần, ông trở thành một con người có kiến thức uyên bác khác thường. Ông đã nhiều lần đi rao giảng, và còn say sưa đàm thoại với giới học thuật tại Hy Lạp, La Mã cổ đại, và về sau ông còn được đến kinh đô Roma để răn dạy triết học. Tại đây, ông làm thân với nhiều người, thậm chí cả hai Hoàng đế Traianus và Hadrianus. Tác phẩm của ông đã ảnh hưởng lớn lao đến không ít nhà sử học và những nhà văn các thể loại khác, trong số đó có cả nhà soạn kịch Anh lừng danh Shakespeare hay ông vua - chiến binh Phổ kiệt xuất Friedrich II Đại Đế.

## Thời niên thiếu

Moralia, 1531

Vào năm 46[a], tại một thị trấn tĩnh lặng và chẳng rộng lớn chi tại Boetia (miền Nam Hy Lạp) là Chaeronea (cách điện thờ Delphi 20 dặm), nhà sử học Plutarchus chào đời.  Gia đình ông thuộc tầng lớp chủ đất, làm ăn tốt và giàu có. Tên người ông của Plutarchus là Lamprias, theo như ông xác nhận trong Moralia và trong cuộc đời của Antony. Anh em của ông, Timon và Lamprias, thường xuyên được đề cập trong bài tiểu luận và đối thoại của ông, nơi Timon được nói đến trong các điều tình cảm nhất. Rualdus, trong cuộc đời công việc của Plutarchus, phát hiện lại tên của vợ Plutarch, Timoxena, từ bằng chứng nội bộ bởi tác phẩm của ông. Một lá thư vẫn còn tồn tại, gửi bởi Plutarchus cho vợ mình
Plutarchus học toán học và triết học tại Học viện Athena dưới sự dạy bảo của thầy Ammonius - một nhà triết học theo thuyết Plato - từ năm 66-67. Từ đây, thầy Ammonius luôn luôn có ảnh hưởng sâu đậm đến sự nghiệp tri thức, triết học của Plutarchus. Ông đã có một số bạn bè thân thiết, bao gồm Quintus Sosius Senecio và Fundanus, cả hai nguyên lão quan trọng, người mà trong một số tác phẩm sau này ông đã viết riêng cho. Plutarch du hành rộng rãi trong thế giới Địa Trung Hải, bao gồm cả trung tâm Hy Lạp, Sparta, Corinth, Patrae (Patras), Sardes, Alexandria, và hai chuyến đi đến kinh thành Roma. [b]
Tại một số thời điểm, Plutarchus đã có quyền công dân La Mã. Bằng chứng là tên mới của ông, Lucius Mestrius Plutarchus. Người bảo hộ quyền công dân của ông là quan Tổng Tài La Mã Lucius Mestrius Florus - người cũng được Plutarch "dùng" như một "tư liệu lịch sử" trong cuốn Tiểu sử Otho của ông.
Ông sống phần lớn cuộc đời của mình tại Chaeronea, và tham gia vào việc thờ cúng vị thần Hy Lạp Apollo.Tuy nhiên, nhiệm vụ của ông như là một trong hai tăng lữ tối cao của thần Apollo tại điện thờ Delphi (nơi ông chịu trách nhiệm giải thích sấm truyền của Pythia) dường như việc này chiếm ít thời gian của ông.
Trong nhiều năm, Plutarchus trở thành một trong hai vụ giáo sĩ tại điện thờ thần Apollo ở Delphi, cách Delphi hai mươi dặm. Nhờ những tác phẩm của ông và các bài thuyết giảng, danh thơm của Plutarchus trở nên vang xa trên khắp đế chế La Mã rộng lớn, nhưng ông vẫn tiếp tục cư trú tại nơi ông được sinh ra, và tích cực tham gia trong các vấn đề địa phương, thậm chí còn làm Thị trưởng nữa. Tại điền trang ở quê hương ông, các vị khách từ khắp nơi trong đế chế đã ngồi lại, tham gia vào cuộc trò chuyện về đạo lý, chủ trì bởi Plutarch trên ghế đá cẩm thạch của ông. Rất nhiều trong số những cuộc đối thoại đã được ghi lại và xuất bản, và 78 bài tiểu luận cùng các công trình khác đã tồn tại bây giờ được gọi chung là Moralia.

## Làm việc là một quan tòa và đại sứ
Ngoài công việc của mình là một tu sĩ của đền thờ Delphi, Plutarch cũng là một thẩm phán ở Chaeronea và ông đã đại diện cho quê nhà của ông trong các nhiệm vụ khác nhau đi tới các nước khác trong những năm trưởng thành đầu tiên của ông. Plutarch đã giữ chức Archon ở thành phố quê hương ông

## Cuộc đời của các hoàng đế La Mã
Tác phẩm tiểu sử đầu tiên được viết bởi Plutarch là cuộc đời của các Hoàng đế La Mã từ Augustus đến Vitellius. Trong số này, chỉ có cuộc đời của Galba và Otho vẫn còn tồn tại. Cuộc đời của Tiberius và Nero chỉ còn là những đoạn nhỏ, được ghi lại bởi Dasmascius (Cuộc đời của Tiberius, cf. Cuộc đời của ông về Isidore) và bản thân Plutarch (cuộc đời của Nero, cf. Galba 2,1), tương ứng. Những tiểu sử của các vị hoàng đế đầu này có lẽ đã xuất bản dưới triều đại Flavius hay trong triều đại Nerva (CE 96-98CN)

## Tiểu sử sóng đôi
Tác phẩm nổi tiếng nhất của Plutarchus là Tiểu sử sóng đôi, bao gồm một loạt các tiểu sử những danh nhân lịch sử của hai nền văn minh Hy Lạp và La Mã vẻ vang, sắp xếp thành từng cặp để so sánh những đức tính đáng kính của họ, cũng như những khuyết điểm của các danh nhân này. Tiểu sử sóng đôi còn sót có 23 cặp danh nhân lịch sử, mỗi một đôi là tiểu sử của một vị anh hùng Hy Lạp và một anh hùng La Mã, cũng như bốn cuộc đời đơn lẻ.
Trong đoạn mở đầu của cuộc đời Alexandros, Plutarchus có lời lý giải:
| “            | Tôi không có dự định viết lịch sử mà chỉ kể lại những cuộc đời. Đôi khi những sự kiện nhỏ chứ không phải những kỳ công lại thể hiện được những tính cách con người rõ ràng nhất. Đó là vì sao các họa sĩ vẽ chân dung thường miêu tả kỹ khuôn mặt hơn thân thể, còn tôi lại chú ý nhiều hơn đến tâm hồn con người. Bằng cách này, chứ không phải dựa hoàn toàn vào những sự kiện lịch sử mà họ tham gia, tôi cố gắng phác họa chân dung họ. Tôi muốn nhường công việc kể lại lịch sử chi tiết hơn cho những người khác. | ” |
| — Plutarchus | |   |

Một số tiểu sử, chẳng hạn như của Heracles, Philippos II của Macedonia và Scipio Africanus, không còn tồn tại, nhiều cuộc đời còn lại bị cắt ngắn, có thiếu sót rõ ràng hoặc đã bị giả mạo bởi các nhà văn sau này. Tiểu sử còn tồn tại bao gồm của Solon, Themistocles, Aristides, Pericles, Alcibiades, Nicias, Demosthenes, Pelopidas, Philopoemen, Timoleon, Dion của Syracuse, Alexandros Đại đế, Pyrros, Romulus, Numa Pompilius, Coriolanus, Aemilius Paullus, Tiberius Gracchus, Gaius Gracchus, Gaius Marius, Sulla, Sertorius, Lucullus, Pompey, Julius Caesar, Cicero, Mark Antony và Marcus Junius Brutus. Về tính không thật sự chính xác của những câu chuyện, Plutarchus có lời bàn trong phần mở đầu trong tiểu sử của vị vua khai quốc Athena là Theseus:
| “            | Như các nhà địa lý thêm chú giải bên lề bản đồ đánh dấu những vùng nguy hiểm, tôi cũng cảnh báo rằng những ghi chép về những con người ở quá khứ xa xôi chỉ gồm những câu chuyện tưởng tượng và huyền thoại. Có lẽ quá trình gạn lọc của tư duy có thể chuyển những huyền thoại đó thành lịch sử chân thực. Nhưng dù cho chúng không được gần với sự thật cho lắm, tôi vẫn hy vọng độc giả sẽ khoan thứ mà tạm hài lòng với những câu chuyện về thời cổ đại này. | ” |
| — Plutarchus | |   |

Qua tác phẩm này, người ta thấy được chủ nghĩa anh hùng của người Hy Lạp và La Mã năm xưa. Nó gắn liền với những ông vua tung hoành khắp nơi mà tranh hùng tranh bá như Alexandros Đại Đế hay Pyrros, những chiến tướng dũng mãnh như Aristides hay Philopoemen, cũng như những nhà làm luật kiệt xuất như Lycurgus hay Solon - đem lại sự lớn mạnh cho nước nhà Athena và Sparta. Bằng việc so sánh các anh hùng Hy Lạp và La Mã, ông đã đưa hai nền văn hóa vĩ đại này trở nên gắn bó với nhau hơn.

### Cuộc đời của Alexandros Đại Đế
Tiểu sử vua Alexandros Đại Đế của Plutarchus, được viết như là một tiểu sử song song với tiểu sử Julius Caesar, là một trong năm tài liệu cổ còn tồn tại về những cuộc chinh phục của Quốc vương Alexandros Đại đế xứ Macedonia một thời oanh liệt. Nó bao gồm những giai thoại và mô tả các sự kiện không xuất hiện trong nguồn khác, như là hình ảnh của Numa Pompilius của Plutarch, vị vua huyền thoại thứ hai của La Mã.

## Di sản
Trong thời đại Phục Hưng vào thế kỷ thứ XVI, nhà văn Pháp Michel de Montaigne coi Plutarch là nhà sử học vĩ đại hơn cả. Không những thế, nhà soạn kịch lừng danh Anh Shakespeare cũng rất ngưỡng mộ và chịu ảnh hưởng sâu đậm từ ông. Là một "bạn đọc" lớn của Plutarch, không những Shakespeare dựa theo ông để làm nên nội dung của vở kịch "Antony và Cleopatra", mà nhà soạn kịch nổi tiếng còn viết nên những cảnh tượng và đoạn hội thoại tốt nhất của vở kịch nhờ vào Plutarch. Ngoài ra, bản dịch Plutarch của nhà dịch thuật Thomas North cũng được Shakespeare dùng làm tư liệu tham khảo cho các vở kịch Julius Caesar, Coriolanus và Timon thành Athens, người ta còn nói rằng các vở kịch không nói về La Mã của Shakespeare cũng dùng nguồn từ Plutarch luôn.
Trong thế kỷ thứ XVIII là trào lưu Khai sáng, người ta thường tôn vinh Plutarchus rất nhiều. Ông không bị chỉ trích, mà còn được xem là một bậc tiền bối của nền triết học Khai sáng. Sự tôn thờ các bậc anh hùng của Plutarch đã khiến cho ông vua - chiến binh - thi sĩ lỗi lạc Friedrich II Đại Đế nước Phổ không thể nào quên mang theo những cuốn tiểu sử anh hùng của Plutarch khi Quốc vương lên đường ra trận tiền. Dù là người kịch liệt đả kích, xúc xiểm văn học Shakespeare, vị Quốc vương đa tài có tác phẩm của Plutarchus trong thư viện của Quốc vương tại Hoàng cung Phổ, và luôn luôn mê say nền văn học Plutarchus (cùng với nhiều danh tác Hy Lạp - La Mã cổ khác) trong suốt đời mình. Cuối đời vua Friedrich II Đại Đế, Quốc vương thường giao cho một chàng trai trẻ đọc Plutarchus cho ông nghe.
Một trong những người hâm mộ lớn nhất của Plutarchus ở châu Âu thời đó là đại văn hào Pháp Jean-Jacques Rousseau, thường ngợi khen ông trong các tác phẩm của mình. Sau khi phong trào Đại cách mạng Pháp chấm dứt (1799), những anh hùng Cộng hòa của Plutarch không còn là tấm gương mẫu mực ở châu Âu nữa, thay vào đó là Alexandros Đại Đế và Julius Caesar. Hoàng đế Pháp Napoléon Bonaparte cũng là một người hâm mộ Plutarchus, và khi bàn chuyện chính trị, Hoàng đế thường ám chỉ các anh hùng trong công trình văn học của Plutarchus, và muốn trở thành một anh hùng theo phong cách Plutarchus.

### Các công trình của Plutarch
- Works of Plutarch Lưu trữ ngày 6 tháng 8 năm 2019 tại Wayback Machine at the University of Adelaide Library Lưu trữ ngày 6 tháng 8 năm 2019 tại Wayback Machine.
- Plutarch at LacusCurtius (the Lives, On the Fortune or Virtue of Alexander, On the Fortune of the Romans, Roman Questions, Isis and Osiris, "On the Face in the Moon" and other excerpts of the Moralia)
- Các tác phẩm của Plutarch tại Dự án Gutenberg
  - A biography of Plutarch is included in:
- Lives of the Noble Greeks and Romans tại Dự án Gutenberg, 18th century English translation under the editorship of Dryden (further edited by Arthur Hugh Clough).
- De Defectu Oraculorum
- Isis and Osiris Lưu trữ ngày 18 tháng 11 năm 2009 tại Wayback Machine
- The Lives Lưu trữ ngày 15 tháng 3 năm 2009 tại Wayback Machine, North's translation (PDF format).
- Bioi Paralleloi (Parallel Lives, Βίοι παράλληλοι (tiếng Hy Lạp))

### Tư liệu thứ cấp
- George Karamanolis. “Plutarch”.  Trong Zalta, Edward N. (biên tập). Stanford Encyclopedia of Philosophy (bằng tiếng Anh).
- Plutarch of Chaeronea Lưu trữ ngày 21 tháng 7 năm 2009 tại Wayback Machine by Jona Lendering at Livius.Org
- The International Plutarch Society Lưu trữ ngày 11 tháng 5 năm 2008 tại Wayback Machine
- When the gods ceased to speak Lưu trữ ngày 1 tháng 7 năm 2010 tại Wayback Machine Lecture about Plutarch's De Defectu Oraculorum, held at the New Testament Society of South Africa in Stellenbosch.